# Pauline Guichard
Pauline Guichard (ur. 14 listopada 1988 w Colombes) – francuska szachistka, arcymistrzyni od 2011 roku.

## Kariera szachowa
Wielokrotnie startowała w finałach mistrzostw Francji juniorek, w latach 2003–2006 była również reprezentantką kraju na mistrzostwach świata i Europy juniorek w różnych kategoriach wiekowych. Trzykrotnie zdobyła medale indywidualnych mistrzostw Francji: srebrny (Besançon 2006) oraz dwa brązowe (Aix-les-Bains 2007, Nîmes 2009). W 2009 r. reprezentowała narodowe barwy na rozegranych w Nowym Sadzie drużynowych mistrzostwach Europy, natomiast w 2010 r. – na szachowej olimpiadzie w Chanty-Mansyjsku.
W 2007 r. odniosła znaczny sukces, samodzielnie zwyciężając w otwartym turnieju w Lozannie (m.in. przed arcymistrzami Florinem Gheorghiu i Josephem Gallagherem). Normy na tytuł arcymistrzyni wypełniła w latach 2009 (w Condomie) oraz 2010 (w Malakoffie i Condomie). 
Najwyższy ranking w dotychczasowej karierze osiągnęła 1 sierpnia 2013 r., z wynikiem 2374 punktów zajmowała wówczas 91. miejsce na światowej liście FIDE, jednocześnie zajmując 4. miejsce wśród francuskich szachistek.